# Yūsuke Tanaka (Turner)
Yūsuke Tanaka (jap. 田中 佑典, Tanaka Yūsuke; * 29. November 1989 in der Präfektur Wakayama) ist ein japanischer Kunstturner. Sein bisher größter Erfolg ist der Gewinn einer olympischen Goldmedaille bei den Olympischen Spielen in Rio de Janeiro 2016, die er gemeinsam mit Ryōhei Katō, Kohei Uchimura, Kenzo Shirai und Koji Yamamuro im Mehrkampffinale erringen konnte.
Eine Silbermedaille gewann er im Mannschaftswettbewerb bei den Olympischen Spielen 2012 in London.
Er studiert an der Juntendo-Universität.